# Kolgrafafjörður
Le Kolgrafafjörður est un fjord d'Islande situé sur la péninsule de Snæfellsnes  à l'ouest du pays et ouvert sur le Breiðafjörður (nord).
En décembre 2012 et février 2013, le fjord fait l'objet d'une attention des médias en raison de milliers de tonnes de harengs qui y sont brutalement morts (environ 30 000 tonnes près d'un milliard d'individus le 30 décembre 2012, puis 10 000 tonnes le 1er février 2013),. 
La présence d'un pont achevé en 2004 reliant de manière plus courte Grundarfjörður à Stykkishólmur, et qui aurait réduit l'ouverture du fjord sur l'océan Atlantique pourrait être la cause d'un phénomène d'anoxie) ayant conduit à une « zone morte ». Cette cause demande encore à être confirmée, car l'eau, très froide à cette époque de l'année est normalement saturée en oxygène, sauf si cet oxygène est consommé la nuit par une grande quantité de plancton ou bactéries présentes en raison d'une concentration importante en nutriments.  

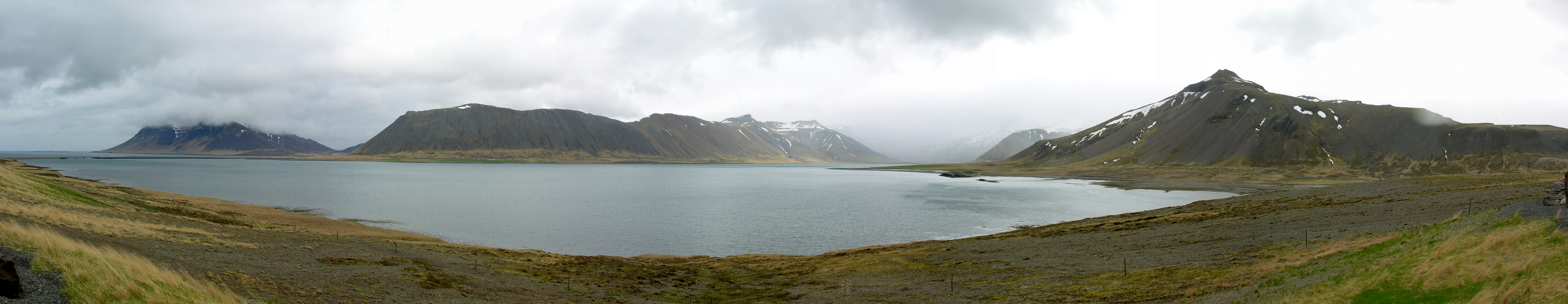
Le Kolgrafafjörður.